# エルニエッタ

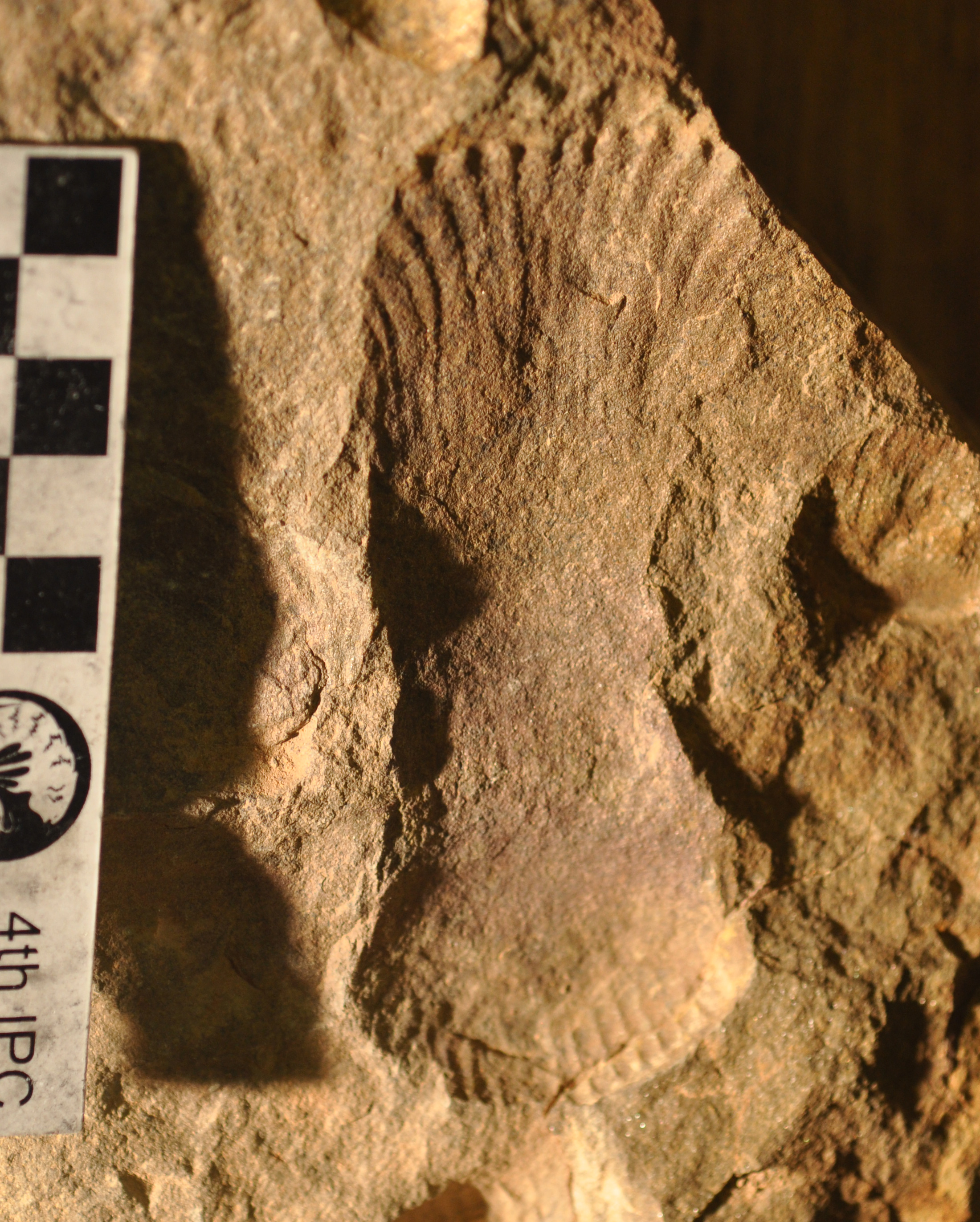

エルニエッタ (Ernietta) は、先カンブリア時代エディアカラ紀に繁栄したエディアカラ生物群に含まれる生物の一種。

## 概要
イソギンチャクに似るが、体内は空洞だった。全長は3cmほどである。ナミビアで化石が発見されている。